# Svenska Squashförbundet
Svenska Squashförbundet, specialidrottsförbund för squash. Bildat 1965 och invalt i Riksidrottsförbundet 1969. Förbundets kansli ligger i Stockholm.